# Kemal Eren
Kemal Utman Eren (* 15. Januar 2004 in Frankfurt am Main) ist ein deutsch-türkischer Fußballspieler.

## Karriere
Eren begann seine Karriere beim SV Darmstadt 98. Im Januar 2020 wechselte er zum FSV Frankfurt, nach der Saison 2020/21 verließ er den FSV. Nach einem halben Jahr ohne Verein wechselte er im Februar 2022 in die Türkei in die U-19 von Menemenspor. Zur Saison 2022/23 schloss er sich dem Gaziantep FK an.
Zur Saison 2023/24 kehrte Eren nach Deutschland zurück, wo er sich dem SV Waldhof Mannheim anschloss. Für die Reserve von Waldhof kam er zu 16 Einsätzen in der sechstklassigen Verbandsliga. Im August 2024 bekam der Stürmer über das YouTube-Format „Road to Pro“ einen Profivertrag beim österreichischen Zweitligisten Kapfenberger SV. Sein Debüt in der 2. Liga gab er im April 2025, als er am 25. Spieltag der Saison 2024/25 gegen den SK Rapid Wien II in der Nachspielzeit für Luca Hassler eingewechselt wurde. Dies blieb sein einziger Einsatz, nach der Saison 2024/25 verließ er Kapfenberg wieder.